# Mirai Nikki
Mirai Nikki (jap. 未来日記, dt. „Zukunftstagebuch/-bücher“), auch Future Diary, ist eine Mangaserie des japanischen Zeichners Sakae Esuno, die von 2006 bis 2010 in Japan erschien. Das Werk ist in die Genres Action, Drama und Shōnen einzuordnen. Es erzählt die Geschichte des Schülers Yukiteru Amano, der von Gott in ein mörderisches Spiel hineingezogen wird. Dabei ist es schlichtweg das Ziel, als letzter der zwölf Träger eines Tagebuches zu überleben, in dem die eigene Zukunft prophezeit wird, während sich die Teilnehmer versuchen, gegenseitig auszuschalten. Nebenher baut sich eine Liebesgeschichte zwischen ihm und der ebenfalls teilnehmenden Schülerin Yuno Gasai auf, obwohl sie eine psychotische in ihn verliebte Stalkerin ist.
Die Mangareihe wurde 2011 unter der Regie von Naoto Hosoda im Animationsstudio Asread als gleichnamige Anime-Fernsehserie adaptiert. Bereits Anfang 2010 hatte Kadokawa Shoten mit Mirai Nikki: 13-nin-me no Nikki Shoyūsha (未来日記 -13人目の日記所有者-) ein Adventure für die PlayStation Portable veröffentlicht, die die Handlung um den Träger eines dreizehnten Tagebuchs erweitert. Zudem erschien 2012 eine Real-Fernsehserie.

## Inhalt
Zu Beginn der Handlung stellt der Schüler Yukiteru Amano in einem Monolog sein Leben vor. Dabei offenbart sich, dass er große Probleme hat, echte Freundschaften zu knüpfen. Stattdessen investiert er die meiste Zeit, um auf seinem Handy ein Tagebuch zu führen, in dem er die täglichen Ereignisse detailliert festhält. Zuhause angekommen, verhüllt er sich unter seiner Bettdecke und betritt in seiner Fantasie regelmäßig eine Parallelwelt, wo er sich mit seinem imaginären Freund, dem göttlichen Deus Ex Machina, und seiner sehr jung wirkenden Begleiterin Murmur unterhält. In dem Gespräch erzählt dieser Gott Yukiteru, dass er ein Spiel veranstalten will, damit ihm und seiner Begleiterin nicht mehr so langweilig ist. Yukiteru ahnt jedoch nicht, dass dies weitreichende Konsequenzen haben wird. Deus Ex Machina gibt Yukiterus Tagebuch die Fähigkeit, die Zukunft vorherzusagen. Dies geschieht, indem dort bereits Einträge verzeichnet sind, die er erst später geschrieben hätte. Wegen seiner Art Tagebuch zu führen, betreffen die Vorsagen ihn allerdings nicht direkt selbst.
Am nächsten Morgen, findet er dort tatsächlich entsprechende Einträge vor, denen er jedoch keine sonderliche Beachtung schenkt, da er vermutet sie selbst im Halbschlaf geschrieben zu haben. Im Verlauf des Tages wird jedoch offensichtlich, dass die Einträge der Wahrheit entsprechen und exakt so eintreffen, wie sie vorhergesagt wurden. Deus Ex Machina meldet sich darauf bei ihm und gibt ihm klar zu verstehen, dass er sich die Parallelwelt nicht einbildete, sondern Deus Ex Machina zu ihm kommen und seine Fantasie besetzte. Zudem ist Yukiteru an sein Tagebuch gebunden, sollte es zerstört werden oder es verlieren, so wird auch seine Existenz enden, da sie damit keine Zukunft mehr hat.
In den folgenden Tagen kann er sich immer mehr von den Einträgen überzeugen und beginnt sie seinerseits zu nutzen, indem er bewusst bestimmten Ereignissen aus dem Weg geht oder seine Vorteile daraus zieht. Dies bleibt seinen Mitschülern nicht ganz verborgen, da er sehr viel Glück zu haben scheint. Jedoch ahnen sie nicht, woran dies liegen könne. Dennoch verschlechtert dies seine Beziehung zu den Mitschülern, die ihn nun als besonders auffällig empfinden. Als er wieder einmal perfekt auf einen unangekündigten Test vorbereitet ist, mit dem viele Schüler Probleme haben, fällt ihm ein Blick seiner Mitschülerin Yuno Gasai auf, die trotz ihrer guten Reputation während des Tests beginnt, eine Figur zu kneten. Als er zuletzt den Klassenraum verlässt und sich die Figur auf Yunos Tisch näher ansieht, ist er jedoch zutiefst erschrocken. Jene sieht genauso aus wie Murmur, und auf seinem Handy wird etwa zeitgleich sein Tod als DEAD END („Sackgasse; hier auch: tödliches Ende“) verkündet. Ungläubig auf den Eintrag starrend, wird er von Yuno gestellt, die ihm zu erkennen gibt, dass sie genau darüber Bescheid wisse, worauf Yukiteru panisch die Flucht ergreift.
Er erfährt, dass mit ihm und Yuno insgesamt 12 Personen ein Zukunftstagebuch erhalten haben und sich gegenseitig töten müssen, wobei der letzte Überlebende Deus als Gott nachfolgen wird.

## Figuren
Die Figuren des Werks sind größtenteils nach Göttern aus der griechisch-römischen Mythologie benannt, insbesondere die zwölf Tagebuchbesitzer bis auf eine Ausnahme (Tsubaki Kasugano) nach den Dei Consentes.
Yukiteru Amano (天野 雪輝, Amano Yukiteru, 1st)
Sprecher: Misuzu Togashi
Yukiteru ist der männliche Protagonist der Serie und ein 14-jähriger Schüler. Er hat kaum Kontakt zu seinen Mitschülern, sondern führt stattdessen ein Tagebuch mit seinem Handy. Als er von Deus als Tagebuchbesitzer auserwählt wird, erhält er das Beobachtertagebuch (無差別日記, musabetsu nikki, dt. „wahlloses Tagebuch“), das detailliert Ereignisse anzeigt, die um ihn herum aus seiner Perspektive passieren werden, nicht aber was ihm selbst genau passiert. In Kombination mit Yunos Tagebuch wird diese Schwäche allerdings ausgeglichen. Yukiteru versucht anfangs nur das Spiel zu überleben, ohne dabei jemandem zu schaden, bringt sich aber nach dem Tod seiner beiden Eltern aktiv ein. Unterstützt wird er dabei von Yuno, die ihm mehrmals das Leben rettet, wofür er ihr zwar sehr dankbar ist, gleichzeitig aber auch abgeschreckt von ihrer obsessiven Liebe zu ihm, wobei sie auch über Leichen geht.
Benannt ist er nach dem römischen Gott Jupiter, wobei ama no „himmlischer“ heißt und Yukiteru sich im Japanischen auf Jupiter (jap. Yupiteru) reimt. Ebenso sind die Namen seiner Eltern Rea (礼亜) und Kurō (九郎) den Eltern des Zeus, als griechisches Pendant des Jupiter, Rhea und Chronos (jap. Kuronosu) entliehen.
Yuno Gasai (我妻 由乃, Gasai Yuno, 2nd)
Sprecher: Tomosa Murata
Yuno ist Yukiterus Klassenkameradin. Sie gilt in der Schule als attraktiv, intelligent und Musterschülerin. Tatsächlich ist sie als Yandere obsessiv in Yukiteru verliebt – den sie Yukki (ユッキー, Yukkī) nennt –, verfolgt ihn heimlich, ist eifersüchtig auf jedes Mädchen, das ihm zu nahe kommt, und zögert nicht jeden zu töten der Yukiteru verletzen will. Ihre Obsessivität äußert sich darin, dass ihr Yukiteru-Tagebuch (雪輝日記, Yukiteru nikki) Informationen im 10-Minutenabstand gibt, was Yukiteru gerade macht. Es stellt damit die perfekte Ergänzung zu Yukiterus Tagebuch dar. Sie ist zudem geschickt im Umgang mit Messern und Schusswaffen. Ihr Verhalten ist auf ihre Eltern zurückzuführen, die ihre Tochter zu einer perfekten Schülerin machen wollten, und dabei immer größere Forderungen an sie stellten, was schließlich darin ausartete, dass sie ihren gesamten Tagesablauf vorschrieben und in einen Käfig sperrten. Dies wiederum trieb Yuno in den Wahnsinn.
Yuno ist benannt nach Jupiters Frau und Göttin der Ehe Juno, wobei Gasai „meine Ehefrau“ bedeutet.
Takao Hiyama (火山 高夫, Hiyama Takao, 3rd)
Sprecher: Jin Domon
Takao Hiyama ist ein Lehrer an Yukiterus und Yunos Schule, sowie insgeheim ein paranoider Serienmörder. Sein Mördertagebuch (殺人日記, satsujin nikki) gibt ihm Informationen darüber, wer sein nächstes Opfer ist, wo dieses gerade ist und wie man es töten kann.
Er ist benannt nach Vulcanus, wobei Hiyama „Feuerberg“ bzw. „Vulkan“ bedeutet.
Keigo Kurusu (来須 圭悟, Kurusu Keigo, 4th)
Sprecher: Masahiko Tanaka
Keigo Kurusu ist ein Kriminalpolizist. Er wurde als Tagebuchbesitzer ausgewählt um das Spiel zu balancieren, wobei ihm dabei sein Ermittlungstagebuch (捜査日記, sōsa nikki) hilft, das ihm Informationen über zukünftige Verbrechen gibt. Er ist zuerst nicht daran interessiert Gott zu werden und hilft Yukiteru und Yuno gegen die anderen, ändert jedoch seine Meinung, nachdem er erfährt, dass sich der Zustand seines herzkranken Sohns verschlechtert hat.
Er ist benannt nach Mercurius.
Reisuke Hōjō (豊穣 礼佑, Hōjō Reisuke, 5th)
Sprecher: Asami Sanada
Reisuke Hōjō ist ein vierjähriger Junge, dessen Eltern Teil des Omekata-Kults sind. Nachdem diese umkommen, wird er von Yukiterus Mutter adoptiert, da diese eine Familienfreundin war. Er plant Yukiteru und Yuno umzubringen, da er sie für den Tod seiner Eltern verantwortlich macht. Er ist leicht sadistisch und für sein Alter sehr intelligent. Reisukes Tagebuch ist das Hyper Vision Diary (はいぱーびじょんだいありー, Haipā Bishon Daiarī), ein Malbuch in dem Zusammenfassungen der Ereignisse für drei Zeitpunkte – morgens, mittags und abends – dargestellt sind.
Er ist benannt nach Ceres (jap. Keresu), der Göttin der Fruchtbarkeit (jap. hōjō).
Tsubaki Kasugano (春日野 椿, Kasugano Tsubaki, 6th)
Sprecher: Eri Sendai
Tsubaki Kasugano ist die (nominelle) Anführerin des Omekata-Kults (御目方教, Omekata-kyō) und hat ein schlechtes Augenlicht. Der Omekata-Kult wurde von ihren Eltern gegründet mit der Absicht, anderen zu helfen. Der Zweite in der Hierarchie riss jedoch in ihrer Kindheit den Kult an sich, in dem er Tsubakis Eltern durch einen fingierten Unfall aus dem Weg räumte. Um die Loyalität der Kultjünger für sich zu gewinnen, installierte er Tsubaki als neue Anführerin und sperrte sie in einen Käfig, wo sie regelmäßig von ihren Jüngern vergewaltigt wird. Ihr „Hellsicht-Tagebuch“ (千里眼日記, senri nikki) zeichnet alles auf, was jeder Kultjünger sieht, wobei der Nachteil neben ihren schlechten Augen ist, dass ihr Tagebuch eine lange Schriftrolle ist. Aufgrund ihrer traumatischen Erfahrungen traut sie jedoch ihren Jüngern und den Eintragungen nicht und will nur Gott werden, um die Welt zu beenden.
Sie ist benannt nach Persephone, der Göttin des Frühlings, die durch Pluto geraubt wurde (Raub der Persephone, vgl. auch engl. Rape of Persephone). Kasuga lässt sich als „Frühlingstag“ lesen.
Marco Ikusaba (戦場 マルコ, Ikusaba Maruko) und
Ai Mikami (美神 愛, Mikami Ai, beide 7th)
Sprecher: Tomokazu Seki und Natsuko Kuwatani
Marco und Ai sind ein Liebespaar, die ihre Kindheit gemeinsam in einem Waisenhaus verbrachten. Ihr gemeinsames „Austauschtagebuch“ (交換日記, kōkan nikki) zeigt die Zukunft des jeweils anderen Partners. Daneben verwendet jeder ein separates Enkeltagebuch von Ueshita: Marco das „unbesiegbare, unbesiegte Kampftagebuch“ (常勝無敗ケンカ日記, jōshō muhai kenka nikki), mit dem er jeden Angriff vorhersehen kann und Ai das „Flirttagebuch“ (逆ナン日記, gyaku-nan nikki), mit dem sie jeden Mann ausfindig machen kann, mit dem sie in Zukunft flirten will.
Marco (jap. Maruko) ist benannt nach dem Kriegsgott Mars (jap. Marusu), wobei ikusaba „Schlachtfeld“ bedeutet. Ai Mikamis Name lässt sich wiederum als „schöne Göttin der Liebe“ lesen, welches Venus meint.
Kamado Ueshita (上下 かまど, Ueshita Kamado, 8th)
Sprecher: Hiromi Konno
Kamado Ueshita leitet ein Waisenhaus, in dem auch Marco und Ai waren. Ihr Tagebuch ist das „Vermehrungstagebuch“ (増殖日記, zōshoku nikki), was ein (tragbarer) Computerserver ist, das jedem gehosteten Blog/Tagebuch die Fähigkeit der Zukunftstagebücher gibt, d. h. es werden für jeden Blogbenutzer die Beiträge angezeigt, die er in Zukunft geschrieben hätte. Kamado selber ist friedfertig und hat kein Interesse daran Gott zu werden, dafür wollen ihre Waisenkinder umso mehr, dass sie Gott wird.
Sie ist benannt nach Vesta, der Göttin des Herdes (jap. kamado).
Minene Uryū (雨流 みねね, Minene Uryū, 9th)
Sprecher: Mai Aizawa
Minene Uryū in eine international gesuchte Terroristin. Als sie als Kind mit ihren Eltern reiste, kamen diese beim Nahostkonflikt um. Seitdem hasst sie Religion im Allgemeinen, sowie Gott im Speziellen und will das Spiel gewinnen, um beides abzuschaffen. Ihr „Fluchttagebuch“ (逃亡日記, tōbō nikki) hilft aus jeder Situation eine perfekte Fluchtmöglichkeit aufzuzeigen, sofern es eine gibt. Nachdem sie anfangs als seine Gegenspielerin auftrat, freundet sie sich im Laufe der Zeit mit Yukiteru an und wird eine Art Schwesterfigur für ihn.
Sie ist benannt nach Minerva.
Karyūdo Tsukishima (月島 狩人, Tsukishima Karyūdo, 10th)
Sprecher: Hirokazu Hiramatsu
Karyūdo Tsukishima ist ein extremer Hundeliebhaber, der selber nur Instantnudeln isst, während er seinen Hunden feinstes französisches Essen serviert. Zudem vernachlässigt er darüber seine Familie. Mit seinem „Zuchttagebuch“ (飼育日記, shiiku nikki) kann er seine Hunde kontrollieren, um die anderen Tagebuchbesitzer umzubringen, wobei er dies jedoch seine Tochter Hinata Hino (日野 日向, Hino Hinata) erledigen lässt.
Er ist benannt nach Diana, der Göttin der Jagd, wobei karyūdo „Jäger“ bedeutet.
John Backs (ジョン・バックス, Jon Bakkusu, 11th)
Sprecher: Takaya Hashi
John Backs ist der Bürgermeister der Stadt Sakurami, in der die Handlung spielt. Mit seinem Tagebuch The Watcher kann er die anderen Zukunftstagebücher lesen. Er sorgt später dafür, dass Kamados Tagebuchserver an das städtische Rechenzentrum angeschlossen wird, womit einerseits jeder Bürger ein eigenes Zukunftstagebuch bekommt, und er wiederum die Zukunft der ganzen Stadt sehen und beeinflussen kann. Backs war derjenige, der Deus das System der Zukunftstagebücher zur Nachfolgebestimmung vorschlug.
Er ist benannt nach Bacchus.
Yomotsu Hirasaka (平坂 黄泉, Hirasaka Yomotsu, 12th)
Sprecher: Yoshihisa Kawahara
Yomotsu Hirasaka ist blind, hat aber ein umso besseres Gehör und kann andere hypnotisieren. Er ist ein Gerechtigkeitsfanatiker, der eine ballonförmige Maske sowie einen hautengen Ganzkörperanzug (Zentai) trägt und sich für einen Superhelden hält, der gegen das Böse kämpft. Sein „Gerechtigkeitstagebuch“ (正義日記, seigi nikki) zeigt ihm gute Taten, die er begehen muss, und zukünftige schlechte Taten anderer, was von Abfälle auf die Straßen werfen bis zu tatsächlichen Verbrechen reicht.
Er ist benannt nach dem Gott der Unterwelt Pluto, wobei yomotsuhirasaka die japanische Unterwelt bezeichnet.
Deus Ex Machina (デウス・エクス・マキナ, Deusu Ekusu Makina)
Sprecher: Norio Wakamoto
Deus Ex Machina ist der „Herrscher über Raum und Zeit“ (時空王, jikūō), d. h. Gott, und hat eine hünenhafte Gestalt. Da seine Zeit bald abgelaufen ist und sein Niedergang identisch mit Untergang der Welt ist, veranstaltet er einen Wettkampf bei dem unter Nutzung von Zukunftstagebüchern sein Nachfolger bestimmt wird.
Er ist benannt nach dem Begriff deus ex machina.
Murmur (ムルムル, Murumuru)
Sprecher: Manami Honda
Murmur ist Deus’ Dienerin und ein Dämon deren Kräfte von Deus versiegelt wurden. Sie hat einen verspielten Charakter und dient als Comic Relief, arbeitet anscheinend aber auch im Hintergrund gegen Deus.
Sie ist benannt nach Murmur, einem der 72 Dämonen aus der Ars Goetia.
Aru Akise (秋瀬 或, Akise Aru)
Sprecher: Akira Ishida
Aru Akise ist ein späterer Klassenkamerad von Yukiteru und zu Yunos Irritation sehr an Yukiteru interessiert. Er dient als Deus’ Beobachter und hat einen hohen Intellekt, der es ihm ermöglicht, die Zukunftstagebücher zu überlisten. Akise bekommt später mit dem „Detektivtagebuch“ (探偵日記, tantei nikki) sein eigenes, das es ihm erlaubt, die Vorhersagen der anderen Zukunftstagebücher vorherzusagen.

## Veröffentlichung
Der Manga erschien in Japan von Januar 2006 bis Dezember 2010 im Manga-Magazin Shōnen Ace des Verlags Kadokawa Shoten. Die Kapitel erschienen auch in 14 Sammelbänden, wobei zwölf Bände zur Hauptserie gehören. Dazu kommen zwei Sonderbände: Mirai Nikki Mosaic (未来日記モザイク, Mirai Nikki Mosaiku) und Mirai Nikki Paradox (未来日記パラドックス, Mirai Nikki Paradokkusu). Bis 2011/Anfang 2012 verkaufte die Serie sich insgesamt mehr als 4 Millionen Mal.
Eine englische Übersetzung der Serie erschien in den USA bei Tokyopop, Sakka veröffentlicht den Manga in Frankreich und Kadokawa in Taiwan. Eine deutsche Übersetzung erschien seit Oktober 2011 bei Egmont Manga und Anime mit zwölf Bänden. Auch beide Sonderbände erschienen auf Deutsch.
Ab dem 26. März 2013 erschien in der Shōnen Ace auszugsweise der Manga Mirai Nikki Redial (未来日記リダイヤル, Mirai Nikki Ridaiyaru). Der Sammelband wurde am 26. Juli 2013 als Beilage zur gleichnamigen Original Video Animation (OVA) veröffentlicht. Die Handlung ist zwischen dem letzten Kapitel und dem Epilog angesiedelt.

## Adaptionen

### Anime
Eine Adaption des Manga als OVA erschien am 9. Dezember 2010 in Japan auf DVD, sie stellte eine Vorschau auf die bald folgende Anime-Serie dar. Bei der Produktion von asread führte Naoto Hosoda Regie, während Hidetsugu Hirayama für das Character Design verantwortlich war. Die Anime-Fernsehserie wurde dann zwischen dem 10. Oktober 2011 und 16. April 2012 punkt Mitternacht (und damit am vorigen Fernsehtag) auf Chiba TV ausgestrahlt, sowie jeweils kurz danach auf TV Saitama und mit bis zu einer Woche Versatz auch auf KBS Kyōto, TV Kanagawa, Sun TV, Gifu Hōsō, Tokyo MX und Mie TV. Das wahre Ende Mirai Nikki Redial wurde am 19. Juni 2013 auf der Videoplattform Nico Nico Douga gestreamt und erschien am 26. Juli 2013 auf DVD.
Die Folgen erschienen dann vom 22. Dezember 2011 bis 31. August 2012 auf neun Blu-rays und DVDs, sowie als Blu-ray-Box samt Redial-OVA und Soundtrack am 29. November 2013. Anfang Februar des Jahres 2018 wurde bekanntgegeben, dass Kazé Deutschland die Rechte für eine Veröffentlichung des Anime in deutscher Sprache gesichert habe. Die 26 Episoden wurden zwischen Herbst 2018 und Februar 2019 in fünf Volumes veröffentlicht. Die OVA Mirai Nikki Redial folgte im März 2019.

#### Musik
Die Serienmusik stammt von Tatsuya Katō. Die Titelmusik der OVA war The Creator von Yōsei Teikoku. Bei der Serie wurde im Vorspann von Folge 2 bis 14 der Titel Kūsō Mythology (空想メソロギヰ, ~ Mesorogiwi, dt. „Phantasie-Mythologie“) von Yōsei Teikoku verwendet und von Folge 15 bis 26 Dead END von Faylan. Die Abspanntitel waren bei den Folgen 1 bis 14 Blood Teller von Faylan und dann filament von Yōsei Teikoku. Die neunte Blu-ray bzw. DVD, sowie Redial verwendeten jedoch den Vorspanntitel Kyōki Chinden (狂気沈殿, „Niederschlag des Wahnsinns“) von Yōsei Teikoku und den Abspanntitel Happy End von Faylan.

#### Synchronisation
Die deutsche Fassung wurde von den Oxygen Sound Studios aus Berlin produziert. Die Dialogregie führte René Dawn-Claude.
| Rolle            | japanischer Sprecher (Seiyū) | deutscher Sprecher        |
| ---------------- | ---------------------------- | ------------------------- |
| Yukiteru Amano   | Misuzu Togashi               | Constantin von Jascheroff |
| Yuno Gasai       | Tomosa Murata                | Jodie Blank               |
| Deus Ex Machina  | Norio Wakamoto               | Torsten Michaelis         |
| Muru-Muru        | Manami Honda                 | Charlotte Uhlig           |
| Minene Uryuu     | Mai Aizawa                   | Mia Diekow                |
| Keigo Kurusu     | Masahiko Tanaka              | Dirk Bublies              |
| Ai Mikami        | Natsuko Kuwatani             | Sarah Riedel              |
| Kamado Ueshita   | Hiromi Konno                 | Gundi Eberhard            |
| Masumi Nishijima | Makoto Ishii                 | René Dawn-Claude          |
| Orin Miyashiro   | Etsuko Kozakura              | Clara Drews               |
| Ouji Kousaka     | Minoru Shiraishi             | Wilhelm-Rafael Garth      |
| Rea Amano        | Kaoru Mizuhara               | Antje von der Ahe         |
| Aru Akise        | Akira Ishida                 | Carsten Otto              |

### Computerspiel
Im Januar 2010 erschien ein von Kadokawa Shoten produziertes Videospiel für die PlayStation Portable, das auf dem Manga basiert. Das Spiel, ein Adventure, trägt den Titel Mirai Nikki: 13-nin-me no Nikki Shoyūsha (未来日記 -13人目の日記所有者).

### Realserie
Eine Real-Fernsehserie (Dorama) namens Mirai Nikki – Another:World (未来日記-ANOTHER:WORLD-) wurde vom 21. April bis 30. Juni 2012 auf Fuji TV ausgestrahlt. Diese besitzt eine vom Manga unabhängige Handlung mit eigenen Figuren.